# Meg Woolf
Meg Woolf, mais tarde Meg Woolf-Nellist (nascida em 10 de dezembro de 1923) é uma artista britânica, conhecida pelas suas pinturas em aquarela e pelas suas esculturas.

## Biografia
Woolf nasceu em Thanet, Kent, e estudou na Bromley School of Art e na Beckenham School of Art entre 1939 e 1942. Depois de mais um período de estudos na Brighton School of Art, Woolf ensinou arte em faculdades na Grã-Bretanha, inclusive na Rachel McMillan College of Education, e nas Bermudas. Ela teve uma exposição individual em 1948 no Hove Museum and Art Gallery. Woolf exibiu trabalhos na Royal Academy de Londres e na Royal Society of British Artists, na Artists 'International Association e em galerias comerciais na Grã-Bretanha e no exterior. Além de pintar com aquarela, Woolf cria esculturas em pedra, madeira e marfim.